# Martin Heidegger et l'herméneutique
Dans l'œuvre du philosophe Martin Heidegger, le terme d'herméneutique apparaît dès les premières pages de Être et temps.
Selon Henry Corbin, son premier traducteur français, Heidegger a eu « l'immense mérite d’avoir centré sur l'herméneutique » l’acte même du « philosopher ». Heidegger aimait à rappeler la première apparition de ce mot chez Aristote (Peri Hermènias ερμηνευτική) ; les origines théologiques de ce terme désignent, depuis sa reprise universitaire au Moyen Âge, une discipline d'interprétation des textes sacrés, autrement dit, la « compréhension savante » de la Bible,. Pour Marlène Zarader, il est indubitable que l'« herméneutique philosophique » qui se constitue au XIXe siècle plonge ses racines dans l'herméneutique des Écritures Saintes avec la thématique des « quatre sens de l'Ecriture » qui est devenue une technique d'interprétation par les causes suprêmes dont le défaut, selon Heidegger, serait de laisser de côté ce qui justement échappe à tout fondement à savoir, l'« être ».
Il semble cependant, que l'impulsion herméneutique de sa propre phénoménologie, découle plutôt, pour Heidegger, de l'influence de la philosophie de la vie, la Lebensphilosophie de Dilthey dont l'étude a tenu une place prépondérante dans les tout premiers travaux du jeune philosophe (voir Phénoménologie de la vie (Heidegger)). Le terrain était en outre déjà préparé par le travail de « destruction » qu'il avait entrepris antérieurement, sur la tradition philosophique et théologique.

## La redécouverte de l'herméneutique

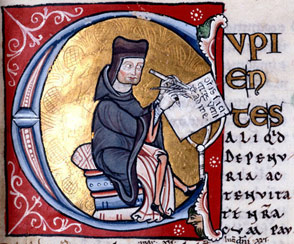
Moine copiste

C'est à l'occasion de la défense de la « Bible Réformée », que ce vieil art de « comprendre et d'interpréter » par le déchiffrement du sens originel des textes, a reçu une nouvelle impulsion. Jusque-là, le « livre sacré », était continuellement lu et recopié dans l'Église, mais la compréhension en était déterminée et orientée, selon les réformateurs protestants, à la lumière d'une tradition dogmatique qu'ils détestent. Martin Luther rejette ainsi, l'ancienne doctrine des « Quatre sens de l'Écriture » et prône le retour au sens littéral ; un sens qui pour être déterminé dans ses parties réclame un éclairage sur l'ensemble du livre, que la Réforme se charge de proposer, en lieu et place de la dogmatique catholique  instaurant ainsi une relation circulaire entre le tout et les parties qui est à la base de l'« art herméneutique ».

### L'herméneutique au début du siècle
Pour Wilhelm Dilthey, l'herméneutique n'accède à son essence qu'en cessant de se mettre au service d'une tâche dogmatique. Parallèlement, dans la littérature profane, l'interprétation des grands classiques de l'Antiquité cesse de posséder une exemplarité naturelle, incontestée, dont elle cultivait jusqu'ici, la tradition. La concomitance de ces deux mouvements, théologique et philologique, de réinterrogation des textes originaux, montre que le « comprendre » lui-même devient un problème en un sens inédit jusque-là. On doit à Schleiermacher, le véritable fondateur de l'herméneutique moderne, l'idée d'une science « herméneutique universelle », de la compréhension de textes, indépendante de ses contenus et applicable partout. La « compréhension » va devenir une affaire de consensus. Partagée en deux, elle recherche, d'abord un accord sur toute la partie des textes qui peuvent être explicités par la raison pour, quand le sens apparaît d'emblée incompréhensible, dépendre de notre capacité à découvrir la pensée de l'auteur ; on parlera alors d'« herméneutique historique ».

### L'approche heideggerienne
Heidegger va s'opposer à cette pensée interprétative, qui, d'après lui, laisse échapper l'essentiel ; il propose donc une tout autre approche qui, plutôt que de tenter de maîtriser par consensus la chose, le texte ou grimoire, l'accueillera dans son étrangeté en le laissant venir, « telle qu'en lui-même », avec sa part d'informulé. Ce qui s'annonce dans cet informulé, dans ce retrait, selon la conception de Heidegger, ce qui se « montre sous un masque » ou qui s'occulte en permanence, c'est l' « être de l'étant » autrement dit sa vérité, d'où la nécessité d'une herméneutique comme le remarque Marlène Zarader.
Accueillir la chose telle qu'elle se donne, suppose de prendre en charge les deux faces du langage, qui se renvoient de l'un à l'autre, qui ne vont pas l'une sans l'autre, à savoir : le formulé qu'il nommera l' Erläuterung , et l'informulé qui toujours se réserve, l' Erörterung . Bien entendu, l'informulé, l' Erörterung  présentera pour Heidegger le plus grand intérêt dans la mesure où il cherche toujours davantage à mettre en lumière le « non-dit » et à éclairer l'impensé. Ce « non dit » sera considéré comme le lieu, à partir duquel parle le principe, l'endroit où est rassemblé en réserve l'essentiel des possibilités de la chose qui s'annonce,.
Dans Être et Temps, relève Jean Grondin, Heidegger affirme explicitement(§7) que l'ontologie et la phénoménologie doivent prendre racine dans l'herméneutique du  Dasein. « L’herméneutique n’aura cependant plus ici pour tâche de déchiffrer les textes ou encore de fournir une fondation aux
sciences humaines (Dilthey), mais bien de décrypter la compréhension de soi de l’existence humaine. L’objet de la philosophie – l’être du Dasein – se tenant derrière des couches d’interprétation, la philosophie ne peut être autre chose que cet effort herméneutique de débroussailler les interprétations. »écrit François Jaran.

## Le tournant herméneutique
C'est dans les années 1919-1923, qui correspondent au premier séjour de Heidegger à Fribourg comme Privatdozent, que le jeune professeur commence à prôner un retour à l'expérience concrète de la vie pour contrer la vision exclusivement théorique de la philosophie traditionnelle, et orienter ses recherches sur la vie facticielle, vie concrète, en laquelle, il commence à voir, la source de tout sens ainsi que le fondement du philosopher, qui va constituer le chemin par lequel il cherche à se distinguer de la philosophie dominante de son époque. L'herméneutique écrit Philippe Arjakovsky, n'est plus simplement la théorie de l'exégèse biblique, mais avant tout, l'horizon temporel du sens où s'inscrit « factivement » l'exister humain. Ce n'est pas un rapport de connaissance que l'herméneutique découvre mais une « entente » ou « pré-compréhension » non théorique, qui se manifeste d'abord dans un « Comment » du Dasein comme « être-en-éveil », donc indissociable « d'une expérience vécue », qu'il s'agit de mettre en évidence.
C'est parce que la compréhension de l'être (le possible, la transcendance)), est elle-même une tendance d'être appartenant au Dasein, que la possibilité d'une répétition de la question de l'être a pu être poursuivie.

### L'Intuition herméneutique
Si l'expression « savoir-voir » pouvait être considéré comme l'étendard de la phénoménologie husserlienne, le verbe « voir » devient, dès 1919, pour Heidegger, synonyme d'interpréter et de comprendre avec l'apparition du terme d'« herméneutique ». Avec l'expression d' intuition herméneutique Heidegger, ose le rapprochement de deux notions tout à fait hétérogènes : la notion phénoménologique d'« intuition » et la notion « herméneutique » d'interprétation. Ce rapprochement conduit rapidement à une différenciation des perspectives phénoménologiques de Heidegger d'avec son maître Husserl que Jean Greisch résume en trois points :
1. La phénoménologie n'est pas au-dessus de l'histoire,
2. La phénoménologie herméneutique comme « comprendre » est d'abord un examen de ce que le phénomène n'est pas,
3. Enfin et surtout la phénoménologie herméneutique, comme herméneutique de la vie facticielle, s'exhibe en une structure intentionnelle complexe qui comporte au moins trois dimensions : Gehaltsinn  (teneur de sens), Bezugsinn  (sens référentiel), Vollzugsinn  (sens de l'effectuation ou plutôt d'accomplissement)[19], qui seront développés plus bas dans la section intitulée  « Les phénomènes de la vie ont une structure intentionnelle complexe ».

« La tâche de l'herméneutique, dira Heidegger, sera de rendre accessible, dans son caractère d'être, le Dasein à chaque fois « propre », et de le rendre accessible au Dasein lui-même, de le communiquer, et d'examiner l'étrangeté à soi-même dont le Dasein est pour ainsi dire frappé. Dans l'herméneutique se configure pour le Dasein une possibilité d'être et de devenir « ententif » pour lui-même ». Enfin pour décrire la finalité de la vie « facticielle », révélée par son herméneutique, Heidegger parle de « l'éveil à soi du Dasein » ajoute Jean Grondin.

### Un nouveau principe d'interprétation du passé
Ce qui est en question, le plus souvent pour Heidegger, c'est la relation de l'interprète contemporain aux grecs anciens. Ainsi au lieu de ne voir dans l'histoire du passé qu'une étape préliminaire par rapport au présent, Heidegger pense que nous devons d'abord nous sentir comme exclus de leur parole, repousser cette dernière dans l'étrange, pour pouvoir, dans un deuxième temps, une fois conscient de notre différence nous ouvrir à eux dans un véritable saut,.
En ce sens, Françoise Dastur, relève qu'il n'y a plus à proprement du passé mais seulement, l'« être été ». C'est à la Grèce archaïque de l' epos et du mutos, celle de Homère et d'Hésiode à laquelle Heidegger se réfère afin d'élucider le sens des paroles présocratiques.
Quand Heidegger nous plonge chez les grecs il n'obéit pas à une pure curiosité historique mais il pense qu'en se situant dans une époque de l'être qui peut être opposée à d'autres époques de l'être, au christianisme et à la modernité, par exemple, quelque chose viendra à la parole pour nous éclairer sur le degré d'« oubli de l'être » dont nous souffrons.

### Le déploiement de l'expérience de la vie

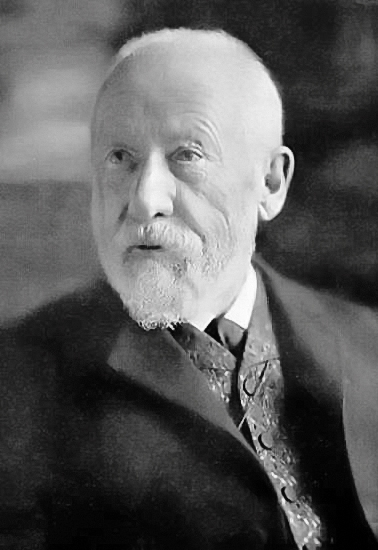
Wilhelm Dilthey

Aussitôt introduit, le concept de « Monde de la Vie » ou Lebenswelt se trouve mis au pluriel comme ambiant Umwelt, monde commun Mitwelt, monde propre Selbswelt à travers lesquels, la « Vie » s'exprime dans des manifestations qui reflètent son auto-interprétation et son auto-suffisance spontanées. Si toute pré-compréhension n'est pas détachable d'une expérience vécue il importe d'en cerner les contours.
Avec cette expérience de la vie Heidegger apprend que ce qui est premier, ce ne sont pas des vécus psychiques successifs et isolés, mais des « situations » toujours changeantes qui sont autant de lieux de compréhension de soi-même en tant que manière d'être et non en tant que contenu ou substance. Heidegger aura l'ambition de penser la « situation » en dehors de toute visée objectivante.

## L'herméneutique dans Être et Temps

### L'appréhension des phénomènes
L'ontologie et la phénoménologie servent à désigner respectivement l'objet de la philosophie (l'être) et la méthode. L'une et l'autre discipline sont assez bien décrite notamment au (§7) alors que l'herméneutique, en tant que discipline, est à peine effleurée bien que par ailleurs (SZ p. 38) elle soit désignée, en tant qu'herméneutique du Dasein, comme la racine des deux autres.
La phénoménologie exige dans son principe, que toute affirmation doive se tenir au plus près de la chose. Or si la phénoménologie a pour ambition de faire voir encore faut-il s'interroger avec Heidegger sur ce qu'elle doit exactement faire voir. Pour Heidegger c'est très précisément ce qui ne se voit pas, qui est dissimulé mais qui procure à la chose sens et fondement(SZ p. 35).

### Le déploiement de l'herméneutique
Heidegger a pour souci de ménager un accès aux choses mêmes en dépit du fait que toute compréhension obéit à une structure d'anticipation(SZ p. 32), une Vorstruktur , à laquelle l'observateur ne peut spontanément échapper. La tâche première de l'interprétation sera donc de ne pas se laisser dominer par des « évidences », des « lieux communs »  Volksbegriffe , voire des « emballements » et de revenir inlassablement aux choses mêmes. Alors que, l'objet dont s'occupe la phénoménologie apparaît de prime abord, dissimulé, caché ou obstrué, ce n'est pourtant pas cet écart entre apparence et réalité qui interroge Heidegger constate Jean Grondin.
Jean Grondin poursuit son analyse en constatant que ce qui polarise l'attention de Heidegger, c'est la question du « comprendre », et à travers le comprendre, l' « appropriation du Soi ». En tant que compréhension le Dasein, jouit de la possibilité de ressaisir ses propres possibilités de compréhension. Le Dasein  est investi d'une « ouverture à soi » qui est éprouvée comme un « pouvoir-être », un  Seinkönnen , une possibilité pouvant faire l'objet d'un choix libre et éclairé. Comme le Dasein est l'être qui pourrait être-là mais qui en raison de la déchéance n'est justement pas là, sous le règne assourdissant du Gerede qui rassemble les poncifs et tous les lieux communs, la première tâche consistera récupérer la possibilité d'un jugement libre et vrai. Il s'agira, à travers une interprétation ou explicitation dite, Auslegung   dont l'objet sera de mettre préalablement à jour les « intelligibilités courantes » qui s'empare à notre insu de notre intelligence. « Faire l'herméneutique du Dasein  c'est lui redonner les moyens d'ouvrir les yeux » écrit Jean Grondin.

### La violence herméneutique
« L'intelligence herméneutique doit partir des signes qui sont donnés, mais elle doit aussi savoir s'en arracher afin de se rediriger vers l'intention qui anime ce qui a été dit [...] Il y a toujours un décalage entre la chose vue ou visée et le langage qui l'exprime [...] Comprendre, c'est effectuer une réduction du regard, savoir prendre une distance envers ce qui se dit afin de percer vers le sens, vers le vouloir dire qui veut être entendu », écrit Jean Grondin.
Dans le Kantbuch (§.35), Heidegger va jusqu'à écrire « Une interprétation qui se borne à reprendre ce que Kant a dit explicitement, est condamnée d'avance à n'être pas une explicitation authentique, si la tâche de celle-ci consiste à faire voir clairement ce que Kant, au-delà des formules expresses, met en lumière dans son instauration du fondement »

### La question du cercle herméneutique
L'herméneutique, Der Hermeneutik, n'est jamais comprise, par Heidegger, dans son acception moderne de simple doctrine d'interprétation ou d'investigation sur les textes. Conformément au principe herméneutique, il s'agira encore de comprendre à partir du « Tout », c'est-à-dire ici du Dasein, et seulement à sa lumière, ce qui en participe, c'est-à-dire la « partie », l'acte de saisir et de se projeter sur un phénomène. Il apparaît alors dans sa mise en œuvre un risque d'enfermement dans un cercle herméneutique (la compréhension de l'être supposant déjà sa précompréhension). Comme le note Hans-Georg Gadamer, le processus conduit par la phénoménologie herméneutique n'échappe donc pas en principe au classique reproche du « cercle ». Heidegger dans le cadre d'une démarche progressive et « répétitive », va aborder ce problème sur des bases nouvelles.

#### En quoi le cercle heideggerien échappe-t-il à la contradiction?
La réponse donnée par Heidegger : le cercle herméneutique n'est pas vicieux parce que le point de départ dans l'appréhension du « comprendre » n'est plus un texte, n'est plus la chose visée, mais l'existence dans son « avoir à être ». Dans Être et Temps, Heidegger explicite formellement la situation herméneutique, en fonction de ce que l'observateur « a », de « ce qu'il voit », et de « ce qu'il anticipe »-Vorhabe, Vorsicht, Vorgriff. Il s'agit de mettre à l'épreuve les préjugés qui nous rendent sourds à la chose qui parle dans la tradition transmise,.

#### Pourquoi faut-il s'y engager?
L' « être de l'étant », qu'il s'agit de dévoiler, nous dit Heidegger ne se rencontre jamais spontanément (paragraphe 7 de Être et Temps), et si l'on en croit, au contraire, une parole de  Héraclite, « « il aime à se cacher » ».
Dans l'« enquête phénoménologique », toutefois, l' « être de l'étant » est déjà précompris d'une certaine manière par le Dasein, il s'agira donc d'exploiter et d'expliciter cette pré-compréhension. Cette pré-compréhension spontanée, de nature pré-théorique n'est pas une connaissance mais comme une espèce d' « entente » qui se manifeste existentialement dans un « Comment», un mode d'être du Dasein, comme « être-en-éveil », donc indissociable d'une « expérience vécue ».
C'est parce que l'existence est par elle-même, dans son essence, « comprenante », qu'elle est vouée dans une structure d'anticipation du Souci qui la déporte toujours en avant d'elle-même dans de nouveaux projets d'intelligibilité, à devancer les choses.

## La phénoménologie herméneutique
La conception herméneutique de la phénoménologie se fait jour dès les premiers enseignements, avec l'orientation sur la vie facticielle

### L'interprétation de la vie facticielle et historique
Voir aussi l'Herméneutique de la vie facticielle dans Phénoménologie de la vie (Heidegger).

#### À travers une expérience historique, celle du primo-christianisme

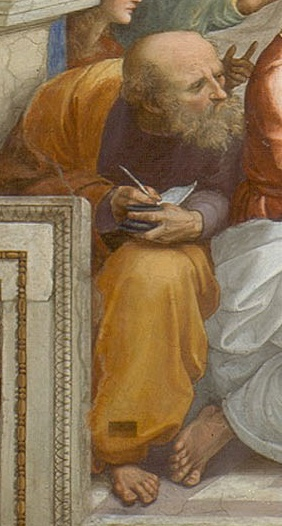
Anaximandre ? Détail de l'École d'Athènes de Raphaël.

Heidegger dégage notamment à l'occasion de ses travaux sur le primo christianisme un éventail de significations qui vont former une sorte de typologie des diverses étapes du comportement compréhensif du Dasein.
Dans son « caractère d'être le christianisme primitif » laisse apparaître la nécessité d'évacuer toutes les explications à partir des objectivités dites historiques pour porter une attention soutenue à l'expérience vécue de la foi son élan, ses tribulations et son accomplissement.

#### À travers le dévoilement de l'impensé des origines
La phénoménologie herméneutique permet à l'impensé de toute parole originaire ou, « parole fondamentale », des anciens Grecs, selon l'expression de « Marlène Zarader », d'être toujours vivant. Face aux paroles et aphorismes, énigmatiques prononcés par Parménide, Héraclite ou Anaximandre, il est vain d'y rechercher une pensée qu'il suffirait de « délivrer » par l'étymologie ou la philologie. Pour Heidegger ces paroles ne parleront à nouveau « qu'à celui qui s'avancera à leur rencontre, à la recherche non de la pensée qu'elles contiendraient mais de l'expérience vitale qu'elles rendaient possible ».« L’herméneutique procède à partir « de l’acte de présence » accompli dans le Da du Dasein ; elle a donc pour tâche de mettre en lumière comment, en se comprenant elle-même, la présence-humaine se situe elle-même, circonscrit le Da, le « situs » de sa présence et dévoile l’horizon qui lui était jusque-là resté caché ».
On touche ici, toute la distance qui sépare l'interlocuteur phénoménologue qui se retourne sur le passé, pour en dégager l'expérience impensée qui y demeure abritée d'avec, le commentateur, le philologue ou même l'interprète.

### La formalisation de l'expérience herméneutique

#### La structure tri-dimensionnelle de l'intentionnalité
La « signification d'un phénomène » quel qu'il soit comporte d'après Heidegger, au moins trois dimensions, qui constituent un déploiement majeur du concept d'intentionnalité, et qu'il désigne comme teneur de sens Gehaltsinn, sens référentiel Bezugssinn, sens d'accomplissement Vollzugssinn que Jean Greisch range dans cet ordre pour en respecter le mouvement :

##### La teneur de sensGehaltsinn
Le Gehaltsinn désigne le monde en tant que monde de la vie en relation avec une certaine « vision du monde »(par exemple le monde du croyant ou le monde « mondain » de Proust avec ses codes particuliers, le monde d'Homère).

##### Le sens de l'effectuationVollzugssinn
Le sens de l'effectuation, le Vollzugssinn ou aussi sens d'accomplissement apparaît comme, le plus riche mais aussi le plus difficile à comprendre, il se trouve, selon Jean Greisch d'ailleurs mal explicité chez la plupart des commentateurs, car il ne s'agit pas simplement de la différence du pratique par rapport au théorique. Ainsi ce n'est pas la prière en soi, la récitation de la même prière, qui nous fait comprendre, pour le chrétien ou le bouddhiste convaincu, le sens d'accomplissement, le sens d'existence qu'elle lui procure, mais la foi seule qui se surajoute à la prière et qui transforme le mode d'être du croyant.
Ainsi de la vie chrétienne dans le christianisme primitif, au temps de Paul, telle que décrite dans Phénoménologie de la vie religieuse est concentrée dans le « comment » de son accomplissement, le devenir chrétien implique toujours un savoir immanent, une compréhension de ce devenir comme être-devenu, il est l'être dans la réception de la parole, le se tourner vers Dieu et se détourner des idoles. « Cet accomplissement est bien une mobilité de la vie, surtout pas un état, l'état d'un sujet tourné vers un objet qui serait Dieu ». C'est le Soi devant le Dieu vivant comme le proclame Karl Barth, qui advient à lui-même, à chaque fois. C'est un « me voici » qui est une source d'inquiétude que Paul, ne calme pas au contraire.

##### Le sens référentielBetzugssinn
Dans cette dimension c'est la visée objectivante qui va primer, ce qui suppose le « dévalement » et une certaine occultation du vécu. Dans l'esprit de Heidegger, cette objectivation, ne concerne pas que le « théorique » mais bien aussi les mondes esthétiques et religieux.

#### Le double effet de l'acte de Présence
L'« être-là » ou Dasein est toujours, dans son être, un acte de « Présence », (faire un saut) par lequel et pour lequel se dévoile le sens au présent, cette « Présence » sans laquelle quelque chose comme un sens au présent ne serait jamais dévoilé. Cette « Présence » a le caractère d’être révélante, mais de telle sorte qu’en révélant le sens, c’est elle-même qui se révèle, elle-même qui est révélée.
On voit ici note Jean Greisch que compréhension et explicitation ne sont pas des modes intentionnels du se rapporter à quelque chose mais qu'il s'agit d'un mode d'être spécifique, dans lequel le Dasein s'éveille à lui-même.
On trouvera une application de cette théorie de la Présence révélante dans l'étude consacrée à l'« être-devenu » des premiers auditeurs de Saint Paul, dont toutes les connexions (renvois, signes, symboles), de l'« être chrétien » avec son monde ambiant, sont dorénavant accomplies et rassemblées devant Dieu, dans l'article Phénoménologie de la vie religieuse.
De même on trouvera à propos d'une conférence sur Martin Luther une application du sens actif dans l'herméneutique de la « Présence » à propos de la significatio passiva , dans l'esprit du réformateur voir l'Herméneutique Luthérienne.